# Valter Lindström
Valter Axel Olle Lindström (Estocolmo, Suecia, 4 de febrero de 1995) es un jugador de baloncesto sueco, que ocupa la posición de base y escolta. Actualmente juega en el Club Baloncesto Canarias, de la liga ACB.

## Trayectoria
Valter  es un base sueco de la generación del 95, que puede jugar también de escolta. Tras militar dos temporadas en la cantera del Real Madrid, la última de ellas con el equipo EBA, jugó en el Obila Basket de la Adecco Plata.
En 2015, el CB Canarias se ha hecho con los servicios del joven Valter Lindström para incorporarlo al grupo de trabajo que compagina los entrenos de la primera plantilla del Iberostar Tenerife con la disputa de la Liga EBA en el vinculado RC Náutico.

## Internacionalidades
En 2015, fue incluido en el mejor quinteto del Europeo B U20, certamen donde se proclamó subcampeón continental con Suecia, firmando unos promedios de 13,9 puntos, 3,3 rebotes y 3 asistencias por partido. 